# 帕兹曼德
帕兹曼德，是匈牙利费耶尔州所辖的一个村。总面积27.14平方公里，总人口2043，人口密度75.3人/平方公里（2011年1月1日）。